# Episimus transferrana
Episimus transferrana is een vlinder uit de familie van de bladrollers (Tortricidae). De wetenschappelijke naam van de soort is voor het eerst gepubliceerd in 1863 door Francis Walker.

## Verspreiding
De soort komt voor in Florida, Texas, Mexico, Costa Rica, Panama, Cuba, de Dominicaanse Republiek, Dominica, Grenada, Puerto Rico, Saint Vincent, Trinidad, Colombia, Venezuela, Brazilië (Amazonas).

## Waardplanten
De rups leeft op Schinus terebinthifolius, Spondias mombin, Mosquitoxylum jamaicense (Anacardiaceae) en Bursera simaruba (Burseraceae).